# Ревеневый пирог

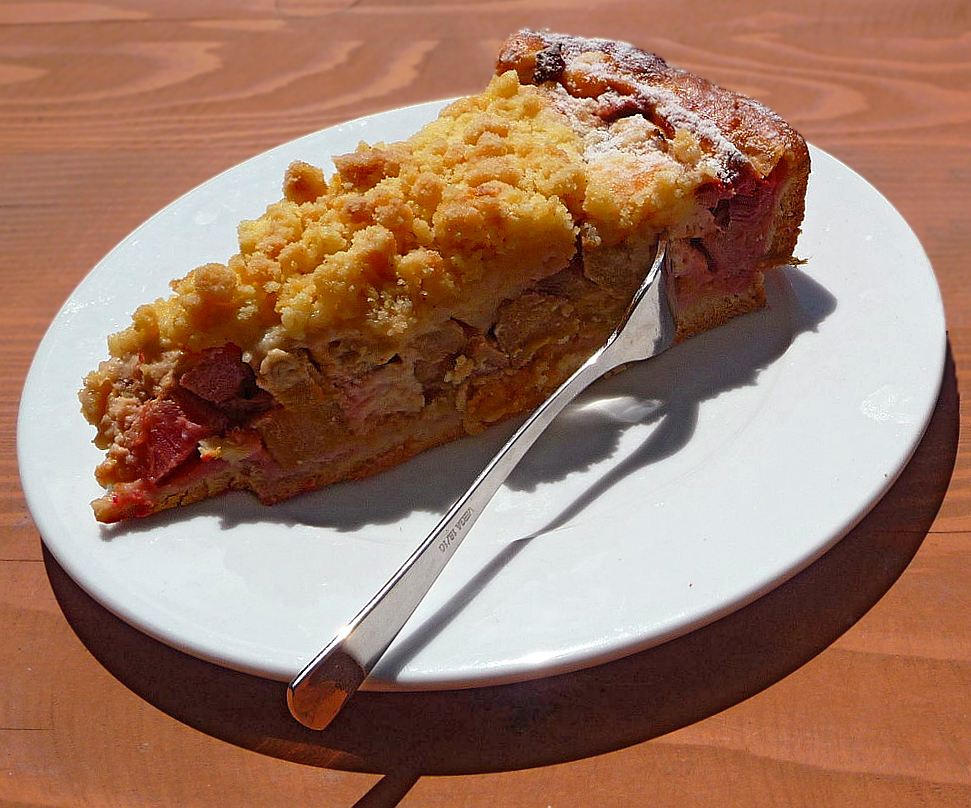
Немецкий штрейзельный ревеневый пирог

Ревеневый пирог — фруктовый пирог с начинкой из черешков ревеня. Ревеневые пироги готовят как на песочном, так и на дрожжевом тесте и выпекают как листовыми, так и в круглых формах для выпечки. С ревенем готовят тарты, а также торты — заливные с пудингом, творогом или на манной крупе или желейные. Ревеневые пироги часто посыпают кондитерской крошкой или взбитыми белками.
Ревеневые пироги родом из Сибири описываются в британских источниках с середины XVIII века. С середины XIX века британский ревеневый пирог был адаптирован немецкой кухней, в том числе благодаря сочинениям Генриетты Давидис. Ко второй половине XIX века ревеневый пирог получил распространение и в США благодаря немецким переселенцам в Пенсильвании.